# Буйрек
Буйрек (каз. Бүйрек) — село в Кзылкогинском районе Атырауской области Казахстана. Входит в состав Коздыгаринского сельского округа. Код КАТО — 234839300.

## Население
В 1999 году население села составляло 190 человек (102 мужчины и 88 женщин). По данным переписи 2009 года, в селе проживало 175 человек (97 мужчин и 78 женщин).